# Windows Media Audio
Windows Media Audio (WMA) je formát komprese audia vyvinutý jako součást Windows Media. Původně byl určen jako náhrada za MP3 (které bylo zatíženo patenty a Microsoft musel platit za jeho začlenění ve Windows). Dnes spíše soupeří s formátem AAC. Vývoj WMA se dá rozdělit do dvou fází, a to do vydání Windows Media Player 9 a po vydání WMP9. Do verze 8 včetně to byl kodek, který si po kvalitativní stránce téměř nezasloužil pozornost a nebyl velmi konkurenceschopný, nicméně od verze 9 se dostal na úroveň nejvyspělejších kodeků. Aktuální verze je 9.1, která kromě původního ztrátového kodeku přidává i zvláštní kodeky pro bezztrátovou a multikanálovou kompresi. WMA soubory jsou téměř výlučně v kontejneru ASF a mají příponu .asf nebo .wma.

## Kvalita zvuku
Od verze 9 je kvalita zvuku WMA velmi slušná, dosahuje téměř ke špičce (Vorbis, Musepack). Známým problémem je příliš časté ořezávání vyšších frekvencí při nižších datových tocích. Zato WMA neobsahuje ani při nižších datových tocích tolik artefaktů jako konkurence.

## Hardwarová a softwarová podpora
Oficiálně existuje pouze jeden kodér a ten je integrovaný ve Windows Media Player. Je velmi rychlý (dokonce několikrát rychlejší než třeba kodér Vorbisu), ale obsahuje minimum nastavení. Není možné nastavit CBR ani ABR, pouze VBR a to pouze v několika pevných profilech. Pro starší verze (8 a níž) existuje free implementace (vytvořená pomocí reverzního inženýrství) v rámci projektu FFmpeg.
K formátu WMA neexistuje otevřená specifikace, existuje tedy pouze jediný použitelný kodér, který je navíc těsně spjat s platformou Windows. Tento formát je tedy všude jinde téměř nepoužitelný (kromě přehrávání). Přehrávače běžící na Windows s tímto formátem problémy nemají, kodek mají přímo integrovaný ve Windows (resp. ve Windows Media Playeru), přehrávače na ostatních platformách obvykle vyžadují pluginy.
Ohledně hardware je na tom WMA velmi dobře. Nejspíš díky obchodním „tlakům“[zdroj?] je WMA velmi rozšířený formát především u přehrávačů hudby a DVD přehrávačů.